# Pierre-Simon Laplace

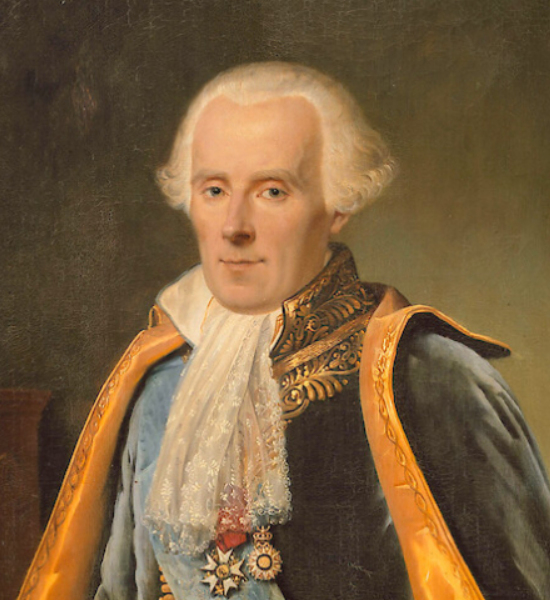
Pierre-Simon Laplace

Pierre-Simon Laplace (Beaumont-en-Auge, 23 maart 1749 – Parijs, 5 maart 1827) was een Franse wiskundige en astronoom, wiens werk van grote betekenis is geweest voor de ontwikkeling van de wiskundige astronomie en de statistiek. Hij vatte het werk van zijn voorgangers samen en breidde dit in zijn vijfdelige Mécanique Céleste (Hemelmechanica) (1799-1825) verder uit. Dit baanbrekende werk verving de meer op meetkunde gebaseerde studie van de klassieke mechanica door een meer analytische wiskundige basis, waardoor een breder scala van problemen bestudeerd kon worden. In de statistiek leverde Laplace een belangrijke bijdrage aan de zogenaamde bayesiaanse interpretatie van de waarschijnlijkheidsrekening.
In de wiskunde formuleerde hij de vergelijking van Laplace en was hij de uitvinder van de laplacetransformatie, die men in vele deelgebieden binnen de wiskundige natuurkunde tegenkomt en die veel praktische toepassingen heeft in de signaalanalyse van lineaire systemen. Laplace kan als een de grondleggers van de wiskundige natuurkunde worden gezien. De laplace-operator, die op ruime schaal in de toegepaste wiskunde wordt gebruikt, is naar hem genoemd.
Hij herformuleerde en ontwikkelde de zonnenevelhypothese over de oorsprong van het zonnestelsel, en was een van de eerste wetenschappers die het bestaan van zwarte gaten en de notie van gravitationele instorting postuleerden.
Zeker in Frankrijk, waar hij in het verleden wel werd aangeduid als een Franse Newton of de Newton van Frankrijk, wordt hij gezien als een van de grootste wetenschappers aller tijden, met een grote natuurlijke wiskundige begaafdheid, groter dan die van zijn tijdgenoten.
In 1806 werd Laplace door Napoleon tot graaf van het Eerste Franse Keizerrijk benoemd. Na de Bourbonrestauratie werd hij in 1817 gepromoveerd tot markies.

## Biografie

### Ancien regime

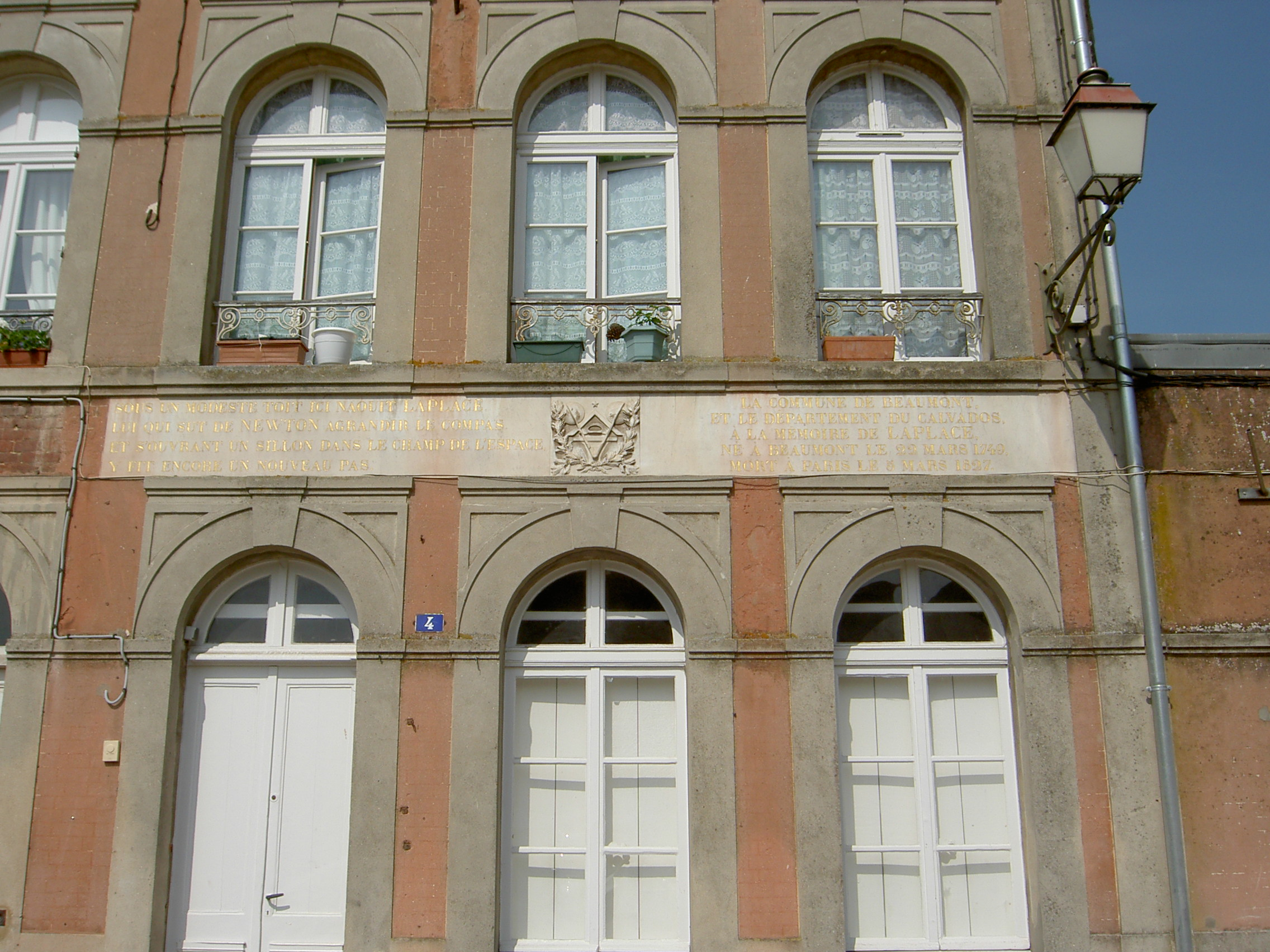
Geboortehuis in Beaumont-en-Auge

Laplace stamt uit de welgestelde burgerij in het departement Calvados in Normandië. Veel details uit het leven van Laplace zijn verloren gegaan toen het familiekasteel in 1925 afbrandde. Zijn ouders kwamen beiden uit welgestelde families. Tot 1750 was de familie Laplace actief in de landbouw. Zijn vader was Pierre Laplace, zijn moeder Marie-Anne Sochon. Naast zijn landbouwbeslommeringen handelde zijn vader ook in cider, een specialiteit van de streek, en maakte hij als "syndic" van het dorp Beaumont-en-Auge tijdens het ancien régime deel uit van het lokale bestuur.
Laplace bezocht in Beaumont de plaatselijke "Hertog van Orleansschool", die verbonden was aan een Benedictijner priorij. Het was zijn vaders bedoeling dat Laplace een ambt in de Rooms-Katholieke Kerk zou krijgen. Op zijn zestiende ging hij daarom naar Caen om daar aan de Universiteit van Caen theologie te studeren. Op deze universiteit kwam hij in contact met twee enthousiaste wiskundigen, Christophe Gadbled en Pierre Le Canu. Deze wisten zijn geestdrift voor de wiskunde te wekken. Laplace zou nooit afstuderen in de theologie, maar bleek een zeer begaafd wiskundige: Karl Pearson schrijft over Laplaces opleiding en het intellectuele klimaat in Caen zo rond 1765-1770 het volgende:
In 1765, hij was toen zestien, verliet Laplace de "Hertog van Orleansschool" in Beaumont en ging hij naar de Universiteit van Caen, waar hij naar het schijnt vijf jaar gestudeerd heeft. "... Caen was in Laplaces tijd waarschijnlijk de intellectueel actiefste van alle steden in Normandië. Hier werd Laplace opgeleid en gaf hij waarschijnlijk ook les. Hij schreef hier zijn eerste artikel, dat in de Mélanges van het Koninklijk Genootschap van Turijn, Tome iv. 1766-1769, werd gepubliceerd. Dit was ten minste twee jaar voordat hij in 1771 naar Parijs vertrok. Hij stond voor zijn twintigste dus al in contact met Lagrange in Turijn."
Met een aanbevelingsbrief van Le Canu voor Jean Le Rond d'Alembert op zak vertrok Laplace in 1771 naar Parijs, waar hij onder de hoede kwam van Jean Le Rond d'Alembert, die hem later een positie als wiskundeleraar bezorgde aan de Franse militaire academie.
In 1773 werd Laplace toegelaten tot de Académie des Sciences; in de daarop volgende jaren groeide hij uit tot een van de toonaangevende Franse wiskundigen.
Op 15 mei 1788, hij liep toen tegen de veertig, trouwde hij met Marie-Charlotte de Courty de Romanges. Uit dit huwelijk werden een zoon, Charles-Emile (in 1789) en een dochter, Sophie-Suzanne (in 1792), geboren.

### Franse Revolutie en later
Onder Napoleon werd hij minister van Binnenlandse Zaken, maar werd al na zes weken weer door Napoleon ontslagen. Zijn streng wiskundige denktrant probeerde Laplace namelijk ook toe te passen op politieke kwesties. Omdat Napoleon zijn loyaliteit wel op prijs stelde, werd hij tot senator benoemd; in diverse commissies heeft hij wel goed werk gedaan, maar zijn karakter werd als moeilijk ervaren. Na de restauratie van de Bourbonmonarchie in 1815 betoonde hij zich opportunistisch, wat hem de titel markies opleverde.
Laplace is wel verweten dat hij een politieke draaitol was. Die houding stelde hem in staat om te blijven werken aan diverse prestigieuze instellingen (bijvoorbeeld het Bureau des longitudes) bij wisselingen van de politieke macht. Op filosofisch gebied was hij zeker geen draaitol en zijn tegenover Napoleon gemaakte opmerking dat hij de hypothese "God" niet nodig had in zijn hemelmechanische onderzoekingen, zal zeker niet bij al zijn tijdgenoten in goede aarde gevallen zijn.
In 1816 werd Laplace verkozen tot lid van de Académie française. Hij is een van de 72 Fransen wier namen in reliëf op de Eiffeltoren zijn aangebracht.

## Werk
Laplace hield zich bezig met onder meer waarschijnlijkheidsrekening, differentiaalvergelijkingen en de toepassing van de wiskunde in de astronomie en de natuurkunde.

### Wiskunde
Onder zijn wiskundige ontdekkingen zijn de laplacetransformaties, de theorie van genererende functies en het bewijs van de Stelling van De Moivre-Laplace in de waarschijnlijkheidsrekening. Laplace heeft ook baanbrekend werk verricht in de hemelmechanica, dat hij heeft gepubliceerd in Traité du Mécanique Céleste. Hij bewees de stabiliteit van het zonnestelsel: de diverse planeetbanen vertonen geen instabiliteiten die planeten uit het zonnestelsel kunnen werpen. Dit bewijs is echter niet sluitend gebleken. Inmiddels weet men dat het zonnestelsel chaotisch is en dat een dergelijke uitspraak niet te bewijzen is.

### Astronomie
Laplace ontdekte en verklaarde verscheidene effecten in de maanbaan en bewees dat de "Grote Ongelijkheid" tussen Jupiter en Saturnus een periodiek verschijnsel is (met een periode ong. 900 jaar). Ook was hij auteur van een 'neveltheorie' (verschillend van de theorie van Kant uit 1755), die stelt dat het zonnestelsel ontstaan is uit een platte, roterende gaswolk. In de details is de theorie niet houdbaar, maar het grondidee staat nog steeds overeind.
Net als zijn tijdgenoot en collega Lagrange gebruikte hij volledig analytische methoden bij zijn hemelmechanische onderzoekingen, dus zonder gebruikmaking van meetkundige beschouwingen of zelfs maar van figuren.
De laplacevergelijking in de potentiaaltheorie is naar Laplace genoemd, maar was al voor Laplace bekend. De in die vergelijking voorkomende differentiaaloperator wordt naar hem de laplace-operator genoemd.

### Statistiek
In zijn Essai philosophique sur les probabilités (1814) schrijft Laplace dat als een geest op zeker moment alle posities en snelheden zou kennen (Laplace formuleert het wat vager) en bovendien die gegevens aan analyse zou kunnen onderwerpen, hij toekomst en verleden op slag voor ogen zou hebben en er geen onzekerheid voor hem zou bestaan. Vervolgens geeft Laplace aan dat wij mensen oneindig ver van zo'n superieure geest afstaan en dat we daarom de kansrekening nodig hebben. Weliswaar wordt deze passage altijd weer aangehaald om het mechanistisch-deterministische wereldbeeld te beschrijven, maar uit de context van het essay is duidelijk dat de passage bedoeld is om 's mensen beperktheid te tonen en de noodzaak van een intellectueel middel als de kansrekening.
Voor Laplace was waarschijnlijkheid "gezond verstand teruggebracht tot getallen", zoals (vrij vertaald) op de laatste bladzij van het genoemde essay te lezen is. In publicaties over de kansrekening tussen 1771 en 1774 herontdekt hij het theorema van Bayes, dat al in een postume publicatie van Thomas Bayes uit 1763 voorkomt.

## Werken
- (fr)  Exposition du système du monde (1796)
- (fr)  Traité de Mécanique Céleste (1799-1825)[7]
- (fr)  Théorie Analytique des Probabilités (1812)
- (fr)  Essai philosophique sur les probabilités (1814)